# 機械警備
機械警備（きかいけいび）とは、警備員を置かず、代わりに警備対象施設にセンサーを設置して建造物侵入や火災等の異常を機械で察知し、その発報を遠隔地で受信し、警備員が現場へ急行し初期対応をとる形態の警備業務のことを指す。法的には、警備業法第2条第5項に「警備業務用機械装置（中略）を使用して行う第1項第1号の警備業務」（「第1項第1号の警備業務」とは、いわゆる施設警備業務）として定義されている。

## 概要
警備業務用機械装置とは、上記にあるセンサーおよび受信機のことであるが、受信機は警備対象施設の外部（通常は警備業者が設置する基地局）に置かなければならない。受信機を警備対象施設の内部に置くと、それを監視する警備員も施設内部に常駐することとなり、機械警備業務ではなく通常の常駐警備業務とみなされる。機械警備業務とは、あくまで警備員が警備対象施設外で待機し、異常発生時のみ車両等で現場へ急行する形態の警備業務である。夜間無人になる公共施設などに広く普及しており、特に学校と金融機関の普及率が高い。目的としては、侵入者を退散させるのではなく、異常を早期に発見・通報し被害の拡大防止をはかるダメージコントロールが基本姿勢である。
近年は機械警備の普及により、施設内に警備員を常駐させる形態の警備業務は減少傾向にある。これに伴い、建造物の設備（貯水槽の満水、減水、および銀行のATMコーナーの自動開店、閉店など）を警備会社が遠隔で監視、制御する例も増えている。また、防犯用機器と電気錠の施錠、エレベータの停止階の制御、照明や空調装置の停止等を連動させている例もあり、これらも機械警備の分野の一つである。
尚、近年では一般に浸透してきた一般住宅用機械警備、所謂「ホームセキュリティ」も一号警備業務に含まれる（機械警備の部類）。

## 機械警備に関する努力義務（警備業法）
警備業法によれば、機械警備業務を実施するにあたっては、警備会社がセンサー等で異常発生を覚知してから遅くとも25分以内に警備員を現場に到着させ、もしくは速やかに都道府県警察に通報して司直の介入を仰ぐことが「努力義務」として規定されている。これは、あくまでも努力義務ではあるが、この努力義務を怠った結果として、現場への警備員の到着が極端に遅延したために盗難等の犯罪被害が拡大した場合は、警備会社が民事上の責任を問われることもあり得る。

## 歴史
登場は、日本警備保障（のちのセコム）の『SPアラーム』が1966年6月であった。続いて綜合警備保障が1967年9月に『綜合ガードシステム』を開始して後を追った。
その後、1969年4月、『SPアラーム』が永山則夫連続射殺事件（警察庁広域重要指定108号事件）の加害者である永山則夫の逮捕のきっかけになって注目をあび、一般的にも知られることになる。
そして、1970年代から1980年代にかけては、電子技術の進歩による信頼性の向上などもあり、機械警備は一気に普及することになる。
これを受けて、1982年には警備業法が改正され、国家資格として警備員指導教育責任者とともに機械警備業務管理者が設けられた。

## センサーの進歩
初期からあった防犯用センサーは、窓や扉の開閉を感知するものであった。当時はセンサーの種類が少なく、信頼性を高めるためには、ほぼ全ての窓や扉にセンサーを設置する必要があった。そのため保守に手間がかかり、例えば学校なら、設置箇所も、家庭科室、保健室、コンピューター室、校長室や職員室など、貴重品の置いてある場所に限られ、一般の教室には設置しないことが多かった。

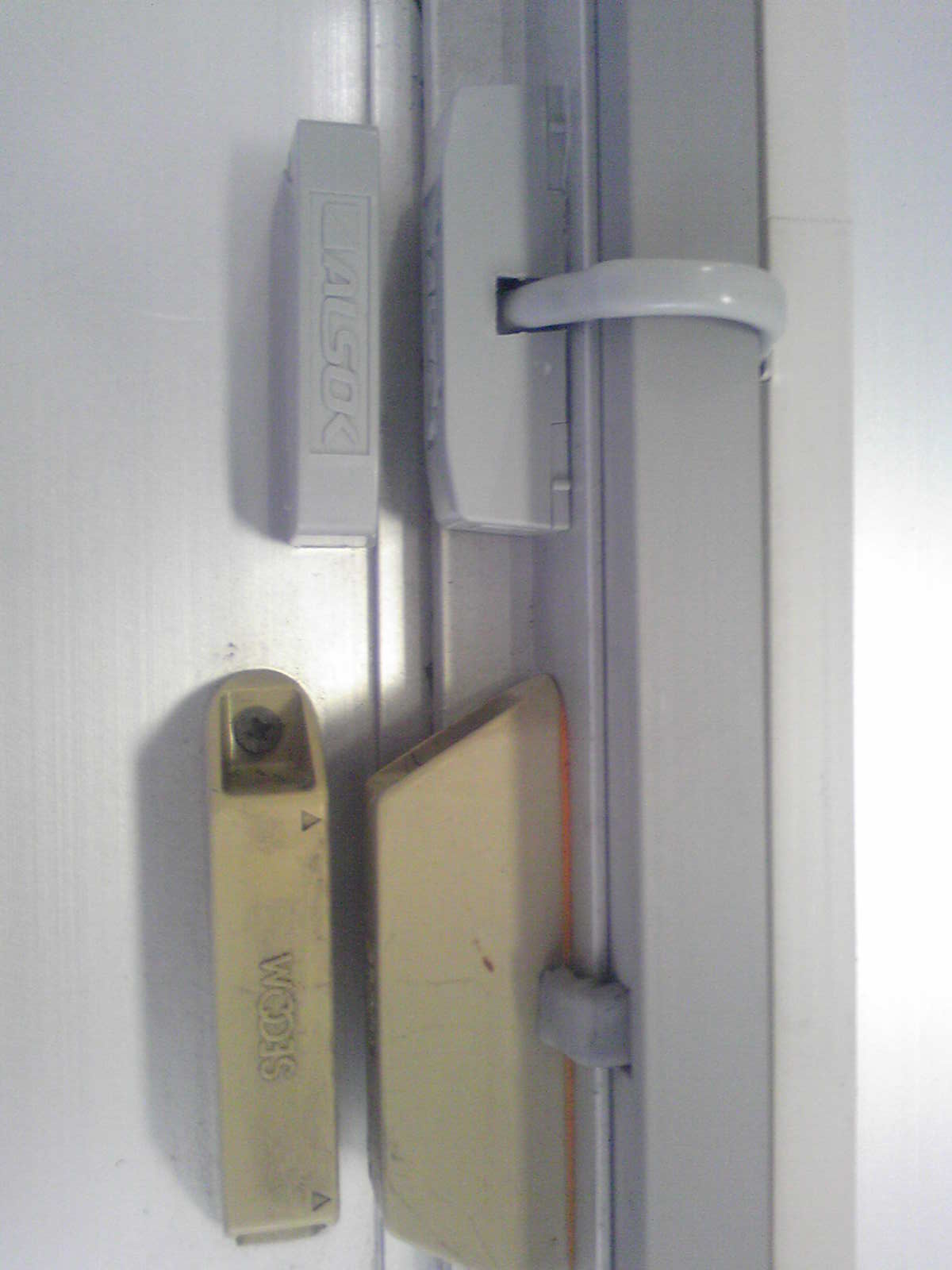
ALSOKとSECOMの警備センサー（開閉・マグネット式）

少し遅れて現れたセンサーとしては、窓を叩いたら、振動で感知するといったものがあった。しかし、窓にボールが当たる、地震が来るなど、どのような振動でも感知してしまい、警備業者はその誤報の多さに苦しんだ。しかし、このセンサーの失敗は、後に圧電素子を利用した改良型ガラス破壊センサーの開発へとつながった。改良型は、ガラスが破壊される際の振動（他の振動とは周波数で区別）だけを感知できるもので、旧型と比較して大幅に誤報が減り、広く利用された。
その後、侵入犯の巧妙化に対応して、機械警備も、精密化していく。機械警備業者は、センサーの死角を減らし、かつ、誤報も減らすために試行錯誤を繰り返した。その過程で作り出された失敗作のセンサーには、風が吹くだけで感知してしまうものや、近くで音が鳴っただけで感知してしまうものさえもあった。
現在、最も広く利用されているセンサーの一つとしては、赤外線センサー（受動型）がある。これは廊下の天井などに設置し、下を温かいもの（赤外線を出すもの）が通過したら、センサーが反応するもので、侵入者の体温を感知しようとしたのである。このセンサーは人間の体温という隠しようのないものを感知することで他のセンサーの盲点をカバーできるため、機械警備の信頼性を向上させるために大いに役立った。しかし、これにしても、鼠が通過してもセンサーが感知する、ファックスが送信されてもセンサーが感知するなど、誤報による警備会社の不必要な出番を却って増やす結果にもなっており、現場の警備員には嫌われている。
警備会社は、機械警備と併用して、夜間数回契約先を巡回するなど、機械警備で不足している点は人手で補うという対策をとっており、これはセンサーの信頼性が高くなった現在でも行なわれている。